# Iniciativa Aragonesa
Iniciativa Aragonesa és un partit polític aragonès. Es va originar com una escissió del Partido Aragonés, i està liderat per Manuel Escolá Hernando, qui amb anterioritat havia ocupat escó com a diputat de les Corts d'Aragó pel Partido Aragonés i del Parlament Europeu per Coalició Nacionalista. Té una implantació testimonial.

## Ideologia
Partit nacionalista aragonès.

## Resultats a les eleccions generals de 2000
Iniciativa Aragonesa va presentar llistes en les tres circumscripcions electorals aragoneses, sense obtenir representació parlamentària. Va ser la setena opció política més votada d'un total de quinze.
| Circumscripció electoral | Votos | %    |
| ------------------------ | ----- | ---- |
| Província d'Osca         | 135   | 0,11 |
| Província de Terol       | 61    | 0,07 |
| Província de Saragossa   | 846   | 0,17 |
| Total Aragó              | 1.042 | 0,15 |

## Resultats de leseleccions a Corts d'Aragó de 2003
Iniciativa Aragonesa va presentar llistes en les tres circumscripcions electorals aragoneses, sense obtenir representació parlamentària. Va ser la setena opció política més votada d'un total de quinze.
| Circumscripció electoral | Votos | %    |
| ------------------------ | ----- | ---- |
| Província d'Osca         | 207   | 0,16 |
| Província de Terol       | 62    | 0,07 |
| Província de Saragossa   | 1.434 | 0,29 |
| Total Aragó              | 1.703 | 0,24 |

## Resultats a les eleccions municipals de 2003
Iniciativa Aragonesa va presentar candidats en setze municipis aragonesos, dos de la província d'Osca, sis en la província de Terol i vuit en la província de Saragossa. En la localitat de Jasa va assolir un regidor, únic representant obtingut en alguna institució pública fins a la data.
| Municipi             | Província | Vots  | %     | Regidors |
| -------------------- | --------- | ----- | ----- | -------- |
| Osca                 | Osca      | 53    | 0,22  | 0        |
| Jasa                 | Osca      | 39    | 27,66 | 1        |
| Cañizar del Olivar   | Terol     | 7     | 11,48 | 0        |
| Libros               | Terol     | 1     | 0,67  | 0        |
| Pitarque             | Terol     | 2     | 1,98  | 0        |
| Terriente            | Terol     | 4     | 2,88  | 0        |
| Terol                | Terol     | 1.110 | 0,12  | 0        |
| Torres de Albarracín | Terol     | 4     | 2,84  | 0        |
| Alborge              | Saragossa | 3     | 3,30  | 0        |
| Chodes               | Saragossa | 1     | 0,83  | 0        |
| Monterde             | Saragossa | 2     | 0,93  | 0        |
| Olvés                | Saragossa | 2     | 2,00  | 0        |
| Pomer                | Saragossa | 2     | 8,33  | 0        |
| Puebla de Albortón   | Saragossa | 10    | 7,14  | 0        |
| Samper de Salz       | Saragossa | 1     | 0,88  | 0        |
| Saragossa            | Saragossa | 1.110 | 0,33  | 0        |